# Ravna Gora (Kroatien)
Ravna Gora ist ein Dorf in westlichen Kroatien, es liegt zwischen Delnice und Vrbovsko. Es ist der Sitz einer Gemeinde mit einer Bevölkerung von 2028. (1477 in Ravna Gora selbst, der Rest in fünf kleineren Dörfer.)